# ユゼフ・オレクスィ
ユゼフ・オレクスィ（Józef Oleksy、1946年6月22日 - 2015年1月9日）はポーランドの政治家、ポーランド第三共和制第7代首相（1995年3月7日 - 1996年2月7日）。